# Georges Benko
Pour les articles homonymes, voir Benko.
Georges Benko (1953-2009) est un économiste et géographe français.

## Biographie
Georges B. Benko a des racines allemandes, autrichiennes, hongroises, néerlandaises et canadiennes.  Il va au lycée et à l'université en France, en Suisse, au Canada, en Allemagne et en Hongrie. Il attend plusieurs années pour être naturalisé français.
Il effectue des études d'architecture avant de décider de s'orienter vers la géographie. Il est  titulaire d'un doctorat en géographie.
Il a été maître de conférences à l'Université de Paris I-Panthéon Sorbonne de 1992 à sa mort, après avoir été Maître de conférences associé entre 1986 et 1992. Il était chercheur à l'EHESS.
Ancien professeur de l'IEP de Paris, il a axé ses travaux entre la géographie économique et humaine et l'économie. Il s'est notamment intéressé aux localisations des activités économiques et étudiant à la fois l'Union européenne et l'Amérique du Nord.
Il est l'auteur de nombreux ouvrages, et dirigeait les collections «Géographies en liberté» et «Théorie sociale contemporaine» aux Éditions L’Harmattan, Paris. Il est décédé en mars 2009.

## Vie privée
Georges Benko s'affirmait pacifiste et anti-militariste, ainsi qu'anticommuniste et socialiste humaniste.

## Publications
- Benko, Georges (dir.), 1988, Les nouveaux aspects de la théorie sociale, Caen, Paradigme, 276 p.

- Benko, Georges (dir.), 1990, La dynamique spatiale de l’économie contemporaine, La Garenne-Colombes, Éditions de l’Espace Européen, 396 p. (épuisé en 1992).

- Benko, Georges, 1991, Géographie des technopôles, Paris, Masson, 224 p. (trad. en hongrois, polonais).

- Benko, Georges; Dunford, Mick (dir.), 1991, Industrial Change and Regional Development: The Transformation of New Industrial Spaces, London, Belhaven Press-Pinter, 329 p. (épuisé en 1994).

- Benko, Georges, Lipietz, Alain (dir.), 1992, Les régions qui gagnent. Districts et réseaux : les nouveaux paradigmes de la géographie économique, Paris, PUF, 424 p. (épuisé en 1995) (trad. en portugais en 1994 et en espagnol en 1994).

- Benko, Georges, Strohmayer, Ulf (dir.), 1995, Geography, History and Social Sciences, Dordrecht-London-Boston, Kluwer Academic Publishers, 268 p.

- Benko, Georges, 1998, La science régionale, Paris, PUF, coll. « Que sais-je ? » no 3355, 128 p. (trad. en portugais, en espagnol, en hongrois).

- Benko, Georges, Lipietz, Alain, 2000, La richesse des régions. La nouvelle géographie socio-économique, Paris, PUF, 564 p.